# Call Me Kuchu
Call Me Kuchu ist ein US-amerikanischer Dokumentarfilm aus dem Jahr 2012. Die Produktion behandelt die prekäre Lage der LGBT-Gemeinschaft in Uganda, wobei der Fokus vor allem auf zwei Themen liegt. Dies sind ein Gerichtsprozess gegen eine nationale Boulevard-Zeitung, die private Fotos von und falsche Behauptungen über Homosexuelle und trans Personen veröffentlicht, sowie eine geplante Gesetzesänderung, in denen die Strafen für Homosexualität deutlich verschärft werden sollen.
Im Film kommen neben Gegnern der LGBT-Bewegung wie der Chefredakteur der Zeitung sowie mehrere Pastoren auch LGBT-Aktivisten zu Wort, der prominenteste von ihnen ist David Kato, der während der Dreharbeiten ermordet wurde, sein Tod wird ebenfalls im Film behandelt. Der Titel bezieht sich auf ein abgewandeltes Wort auf Swahili, mit dem in Uganda queere Personen bezeichnet werden, sowohl außer- als auch innerhalb der LGBT-Gemeinschaft.
Call Me Kuchu feierte seine Weltpremiere am 11. Februar auf den Internationalen Filmfestspielen Berlin 2012, auf denen er den Teddy Award und CINEMA fairbindet gewann, in den Vereinigten Staaten wurde der Film am 6. Oktober desselben Jahres auf dem Filmfestival in Hamptons uraufgeführt und am 14. Juni 2013 in einigen ausgewählten Kinos veröffentlicht.

## Handlung
Während zwei Männer in Kampala gemeinsam mit Freunden still und in Alltagskleidung ihren neunten Jahrestag feiern, damit sie nicht auffallen, werden Aufnahmen von ugandischen Pastoren und Politikern gezeigt, die Homosexualität als „westliche Sünde“ bezeichnen. Danach erklärt der Aktivist David Kato, wie er vor zehn Jahren erstmals etwas über die LGBT-Gemeinschaft erfuhr, als er in Südafrika lebte. Nachdem er dort im Alter von 28 Jahren mit einem männlichen Angestellten einer Begleitagentur zum ersten Mal in seinem Leben Sex hatte, beschloss er, in sein Heimatland zurückzukehren und sich für die Rechte queerer Personen zu engagieren. Er gründete ein Gay Village, einen sicheren Zufluchtsort für die LGBT-Gemeinde des Landes. Im Hauptsitz der Non-Profit-Organisation Sexual Minorities Uganda, der er vorsteht, erklärt er, der erste offen homosexuelle Mann im Land zu sein, sein Ziel ist es, alle Fälle von Homophobie in Uganda zu registrieren. Kurz darauf wird er von einem Mann aus Mbale aufgesucht, der schildert, wie er aufgrund seiner Sexualität von der Polizei misshandelt wurde. Anschließend kommt eine Bekannte von Kato, die lesbische Aktivistin und Mutter zweier Kinder Naome Ruzindana zu Wort, die im Jahr 2004 die Coalition of African Lesbians gründete. Die in mehreren Ländern agierende Non-Profit-Organisation hat die Aufgabe, die gesellschaftliche Situation von lesbischen und bisexuellen Frauen sowie trans Personen auf dem gesamten Kontinent zu verbessern.
Danach folgt ein Interview mit Gilles Muhame, Chefredakteur der wöchentlichen in Uganda erscheinenden Boulevard-Zeitung Rolling Stone. In dieser werden Fotos und Wohnorte von 100 namentlich genannten LGBT-Personen mit dem Zusatz Hang them! veröffentlicht, der Aufforderung eines örtlichen Pastors, laut dem Aktivisten Long Jones wird den Betroffenen auch vorgeworfen, AIDS im Land zu verbreiten. Muhame schildert lachend seine Arbeitsweise, er würde nach eigener Aussage im Interesse der Öffentlichkeit für seine Fotos am liebsten auch bei anderen einbrechen. Ruzindana erklärt, wie sie homophob angegriffen wurde, nachdem ihr Foto in der Zeitung erschien, während Kato in einer Ausgabe liest, dass Homosexuelle die Terrororganisationen Lord’s Resistance Army, Allied Democratic Forces und Al-Shabaab bei den Terroranschlägen am 11. Juli 2010 in Kampala unterstützt und sie dazu auch angestiftet haben sollen. Kato will die Zeitung verklagen, sein Anwalt rät ihm, nur Klage gegen die Fotos einzureichen, weil es für jeden einzelnen queerfeindlichen Artikel eine eigene Verhandlung bräuchte. Kurze Zeit später kommt es gegen die Zeitung zu einem Gerichtsprozess, bei dem unter anderem der gegen Homosexualität predigende Pastor Moses Solomon Male im Publikum sitzt. Da Muhame keine Verteidigung vorlegt, wird die Verhandlung vertagt.
Der nächste Interviewpartner ist der mit Ruzindana befreundete Aktivist Stosh, ein trans Mann, der von einem Mann vergewaltigt wurde, als er sich noch weiblich präsentierte. Der Täter wollte ihn, den er als lesbische Frau betrachtete, zur Heterosexualität bekehren. Stoshs Familie glaubte ihm nicht, missbraucht worden zu sein, zudem hat der Mann ihn mit AIDS infiziert. Nachdem Stosh fünf Monate später seine Schwangerschaft bemerkte, entschied er sich für eine Abtreibung. Darauf kommt der Bischof Christopher Senyonjo zu Wort, der mehrere Bibelstellen vorlegt, wonach alle Menschen gleich ihrer Sexualität und Geschlechtsidentität vor Gott gleich seien. Deswegen hat er das Ziel, zur Unterstützung der Gemeinschaft mehrere LGBT-Zentren zu gründen. Er wurde nach eigener Aussage von der Kirchenprovinz Uganda der Anglikanischen Gemeinschaft wegen seines Einsatz für queere Personen entlassen. Die Kirche widerspricht dieser Darstellung, Senyjoni sei stattdessen nicht mehr für sie tätig, weil er an der Priesterweihe eines Mannes teilnahm, der zu einer Kirche aus einer anderen Glaubensgemeinschaft gehöre.
Der Politiker David Bahati schlägt ein international scharf kritisiertes Gesetz gegen Homosexualität vor. In diesem sollen die Strafen für homosexuelle Handlungen deutlich verschärft werden, in einer älteren Version des Gesetzesentwurf war die Todesstrafe für „schwere“ Homosexualität vorgesehen, die inzwischen durch lebenslange Haft ersetzt wurde. Zudem sollen auch Personen, die von der Homosexualität anderer wissen, diese aber nicht anzeigen, mit drei Jahren Gefängnis bestraft werden. Während Kato versucht, gegen die geplante Regelung vorzugehen, kommt es In Jinja zu vom Pastor Martin Ssempa, der alle Homosexuelle als pädophil bezeichnet, organisierten Protesten für das Gesetz, sein Kollege HM Nyanzu behauptet, dass Homosexualität gegen das Wort Gottes verstoße, weil es nicht zu geschlechtlicher Fortpflanzung kommt. Die Juristin und Menschenrechtsaktivistin Sylvia Tamale erläutert, wie die Organisation Family Life Network, die sich nach eigenen Angaben für die Wiederherstellung für Familien-Werte und Moral im Land einsetzt, im März 2009 bekannte evangelikale Prediger aus den Vereinigten Staaten nach Uganda einlud, um die Bevölkerung vor einer angeblichen homosexuellen Bedrohung aus dem Ausland zu warnen.
Im Rolling Stone werden erneut Fotos von Homosexuellen veröffentlicht, weswegen Kato bei der örtlichen Zweigstelle des Hohen Kommissars der Vereinten Nationen für Menschenrechte Beschwerde dagegen einlegt. Einige Zeit später findet der Nachholtermin des Prozesses gegen die Zeitung statt. Das Gericht verkündet das Verbot der Veröffentlichung von Fotos, Namen und Adressen Homosexueller im Blatt. Kato und seine Freunde geben darauf eine Party, bei der sie während einer Art Modenschau Cross-Dressing betreiben.
Kurz nach dem Prozess wird Kato in seiner Wohnung in Mukono ermordet. Die Beerdigung wird von queerfeindlichen Aktivisten gestört, zudem kritisiert der Pastor Thomas Musoke die anwesenden LGBT-Personen, weswegen es zu Rangeleien der Gäste mit Dorfbewohnern kommt, die sich auf die Seite des Pastors stellen. Nachdem sich die Lage beruhigt hat, übernehmen Katos Freunde und Kollegen das eigentliche Begräbnis, während der angekommene Senyonjo die Trauerrede hält. Katos Freunde und Unterstützer ehren den Toten mit einer Feier, während LGBT-Aktivisten in New York City den Verstorbenen würdigen und die evangelikalen Prediger Lou Englee und Scott Douglas Lively scharf kritisieren, weil sie angeblich zu Homophobie in Uganda aufgerufen haben. Muhame hält an seinen Ansichten fest und ist sich keinerlei Schuld am Tod Katos bewusst, weil seine Zeitung nicht zum Mord an ihm oder anderen LGBT-Personen aufgerufen habe, sie sollten erst nach ihrer Verurteilung durch ein ordentliches Gericht getötet werden. Katos Freunde fürchten wegen des Mordes und der bevorstehenden Abstimmung im Parlament um ihr Leben, allerdings wird das Gesetz gegen Homosexualität aufgrund des großen internationalen Drucks vorerst nicht verabschiedet.

## Produktion
Die Filmproduzentin Katherine Fairfax-Wright und die Journalistin Malika Zouhali-Worrall lernten sich bei einer Feier im East Village kennen und kamen ins Gespräch über die geplante Gesetzesänderung in Uganda, wonach die Strafen für Homosexualität deutlich verschärft werden sollten. Sie erfuhren kurz darauf auch vom Fall Victor Mukasa. 2005 wurde der trans Mann zusammen mit einer Aktivistin grundlos von der Polizei festgenommen, die sein Haus ohne Durchsuchungsbefehl betrat und Dokumente an sich nahm, die seinen LGBT-Aktivismus belegten. 2007 legte er gegen diese Behandlung Beschwerde beim ugandischen Verfassungsgericht ein, das ein Jahr später die Gültigkeit der Verfassungs-Rechte auch für queere Personen im Land verkündete.
Die beiden Filmemacherinnen fanden diesen Widerspruch interessant, zudem bildete sich Ende der 2000er Jahre in Uganda eine Bewegung von LGBT-Personen, die sich gemeinsam im Kampf gegen staatliche Diskriminierungen unterstützten. Deswegen wollten Fairfax-Wright und Zouhali-Worrall vor Ort einen Film über die Lage der queeren Gemeinschaft drehen. Nachdem sie zunächst in den Vereinigten Staaten recherchierten, flogen sie 2010 nach Uganda, wo sie nach ihrer Ankunft auf David Kato trafen, den damals bekanntesten LGBT-Aktivisten des Landes. Sie bezeichneten ihn als „Mittelsmann“, da er sie mit queeren Personen bekannt machte. Die Regisseurinnen beschlossen nach einiger Zeit, Kato zum Mittelpunkt ihres Films zu machen, weil sie von seinem Engagement und Charme beeindruckt waren. Sie begleiteten in und die anderen Interviewpartner gut ein Jahr lang, weil sie deren Alltag genau abbilden und nicht nur sehr kurze Gespräche führen wollten, wie es bei Medienberichten über queere Personen in Uganda üblich ist. Viele der Interviewten zögerten zunächst, über ihr Privatleben zu reden, weil sie sich gegenüber ihren Familien noch nicht geoutet hatten. Diejenigen, deren Sexualität bereits in der Zeitschrift Rolling Stone preisgegeben wurde, sahen hingegen den Film als Chance, etwas über sich selbst zu erzählen, da in der Publikation Falschmeldungen über sie erschienen waren.
Nach Katos Tod im Jahr 2011 war es Fairfax-Wright und Zouhali-Worrall wichtig, Kato nicht nur als ehrgeizigen, couragierten und intelligenten LGBT-Aktivisten darzustellen, sondern auch seine persönlichen Unsicherheiten und Ängste vor homophoben Übergriffen abzubilden. Zudem wollten sie neben der staatlichen Verfolgung gegen die queere Gemeinschaft Ugandas auch deren Errungenschaften darlegen, weil über die geplante Gesetzesänderung zwar international viel berichtet worden wäre, es ginge dabei aber stets um die Schikanen gegen die Gemeinschaft. Obgleich LGBT-Personen im Land unter Homophobie litten, seien die im Film dargestellten Personen nicht nur Opfer, sondern hätten dank ihres Einsatzes vor nationalen Gerichten und den Vereinten Nationen ihre eigene Situation verbessert sowie die Lage der gesamten Gemeinschaft zum Guten vorangetrieben.

## Rezeption
In der Internet Movie Database erreicht der Film eine Bewertung von 7,6 von zehn Sternen basierend auf 749 abgegebenen Stimmen. Auf Rotten Tomatoes beträgt die Kritiker-Wertung 98 Prozent basierend auf 51 Kritiken, der Zuschauer-Wert 89 Prozent basierend auf 664 Wertungen. Auf Metacritic ergeben sich bei 15 Kritiken und 11 Zuschauer-Stimmen Werte von 80 von 100 beziehungsweise 4,8 von zehn für den Film.
Sophie Charlotte Ringer lobte in ihrer Kritik für Filmstarts die dezent benutzten wackligen Kameraaufnahmen und bewusste Unschärfen bei den Interviews, die die Geduld der Zuschauenden zwar strapazierten, allerdings sei dieser direkte und neutrale Stil letztlich ein Erfolg für die Regisseurinnen, weil sie so ihren Gesprächspartnern sehr nahe kämen. Die schockierenden Schilderungen der Betroffenen seien auch ohne Erläuterungen der Filmemacherinnen oder dramatische Musik voll und ganz nachvollziehbar. Letztlich sei der Film beeindruckend und schonungslos, dabei aber nicht voyeuristisch, einzig der zu wenig behandelte Einfluss des Westens auf die Homophobe in Uganda sei an der Produktion zu kritisieren. Auch Patrick Wellinsk beschrieb die Vorgehensweise der Filmemacherinnen im Deutschlandfunk Kultur als nüchtern, sie scheuten sich nicht vor konfrontativen Situationen und blieben bei der Erkundung der Ursachen für die Schwulen- und Lesbenfeindlichkeit im Land angenehm auf Distanz, ihr Film sei ein Anfang, die Situation der queeren Gemeinschaft im Land zu verbessern. Frank Scheck bezeichnete Call Me Kuchu in der The Hollywood Reporter trotz seiner mitunter groben Erzählweise als leidenschaftlich, erschütternd und dabei dennoch inspirierend. David Kato sei dabei mit seinem Charisma und seiner scheinbar nie endenden Freundlichkeit das Herz und die Seele der Dokumentation, weswegen sein am Ende des Films offenbartes Schicksal für Personen, die sich den Film zum ersten Mal ansehen, traumatisch und schockierend wirke. Für Robert Koehler von Variety sei der Film der erste verständliche Überblick zur Lage der ugandischen LGBT-Gemeinschaft. Er bemängelte die mittelmäßige Qualität der Aufnahmen, allerdings sei der Schnitt dafür solide und passe gut zur sanften Filmmusik. Die Perspektive eines ugandischen Filmemachers hätte dem Film zwar vielleicht mehr Dimension gegeben, jedoch bescheinigte Koehler den Regisseurinnen eine beeindruckende, treffende Reportage. Der Film hätte laut Betsy Sharkey von der Los Angeles Times zu einem Märtyrer-Porträt von Kato werden können, allerdings fokussierten sich die Filmemacherinnen darauf, die queer-phoben Gesetze im Land in ihrer Gesamtheit zu betrachten. Sie gäben der Debatte etwas Menschliches, indem sie beide Seiten zu Wort kommen ließen. Der gebildete Senjoyo sowie der ehrgeizige Kato mit Sinn für Ironie sorgten für berührende und humorvolle Momente, diese Atmosphäre ändere sich bei den Gesprächen mit Bahati und Muhame, wobei die Regisseurinnen stets bemerkenswert objektiv blieben. Für Rachel Cooke von The Observer ist Call Me Kuchu nicht sehr kunstvoll und wäre eher als Fernseh- denn als Spielfilm geeignet, nichtsdestotrotz sei die Darstellung sowohl von Diskriminierung gegen die LGBT-Gemeinschaft als auch Tapferkeit der Aktivisten herzzerreißend.

## Auszeichnungen und Nominierungen (Auswahl)
Durban International Film Festival 2012
- Auszeichnung in der Kategorie Amnesty International Human Rights Award

Frameline Filmfestival 2012
- Publikumspreis in der Kategorie Bester Dokumentar-Film

International Documentary Association 2012
- Nominierung für den Humanitas Award

Internationale Filmfestspiele Berlin 2012
- CINEMA fairbindet, für Katherine Fairfax Wright und Malika Zouhali-Worrall[22]
- Teddy Award in der Kategorie Bester Dokumentar-Film[23]
- 2. Platz beim Publikumspreis der Sektion Panorama in der Kategorie Dokumentar-Film[24]

Cinema for Peace Award 2013
- Auszeichnung in der Kategorie International Human Rights Award

Festival Internacional de Cine en Guadalajara 2013
- Nominierung für den Premio Maguey

GLAAD Media Award 2014
- Auszeichnung in der Kategorie Bester Dokumentar-Film, zusammen mit Bridegroom

NAACP Image Award 2014
- Nominierung in der Kategorie Bester Dokumentar-Kinofilm
- Nominierung in der Kategorie Bester Internationaler Spielfilm